# Gelse
Gelse (kroatisch Gelša) ist eine ungarische Gemeinde im Kreis Nagykanizsa im Komitat Zala.

## Geografische Lage
Gelse liegt gut 16 Kilometer nördlich der Stadt Nagykanizsa. Nachbargemeinden sind Gelsesziget, Kilimán und Pölöskefő.

## Sehenswürdigkeiten
- Lajos-Kossuth-Büste, erschaffen von Béla Pataky
- Relief zur Legende der sieben Teufel (Hét ördög legendája), erschaffen von Ferenc Doszpot
- Römisch-katholische Kirche Sarlós Boldogasszony
- Sándor-Petőfi-Gedenktafel, erschaffen 1974 von Miklós Borsos
- Szent-István-Statue, erschaffen von Ferenc Doszpot
- Szent-Orbán-Statue, erschaffen von István Radnai und Csaba Csávás
- Weltkriegsdenkmal (I. világháborús emlékmű)

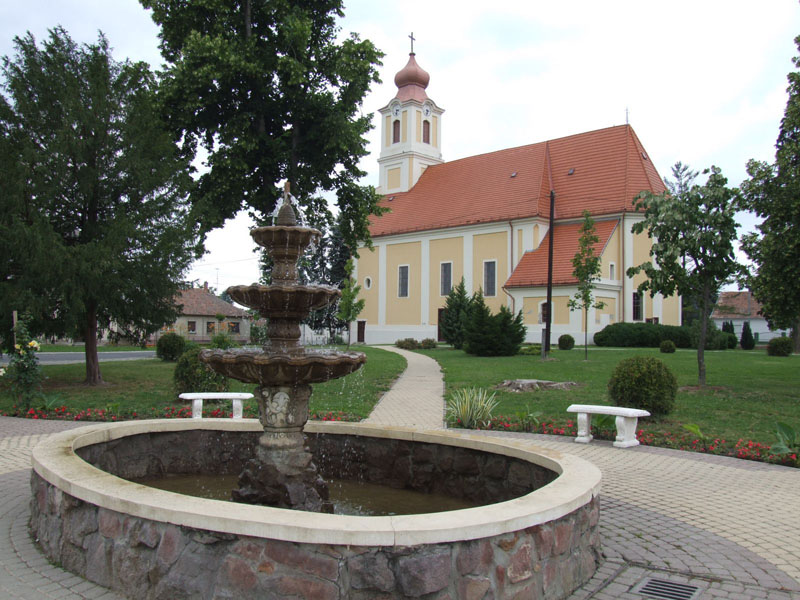
Römisch-katholische Kirche Sarlós Boldogasszony in Gelse

## Verkehr
In Gelse treffen die Nebenstraßen Nr. 7525 und Nr. 7529 aufeinander. Die Gemeinde ist angebunden an die Eisenbahnstrecke zwischen Zalaszentiván und Nagykanizsa.